# ميركوري-ريدستون 4
كان ميركوري-ريدستون 4 (MR-4) ثاني رحلة فضائية بشرية للولايات المتحدة؛ في 21 يوليو عام 1961. وقد أطلقت رحلة مشروع ميركوري دون المدارية مع مركبة إطلاق ميركوري-ريدستون، (MRLV-8). أما المركبة الفضائية لميركوري كبسولة رقم 11، فكانت تسمى سابقاً ليبرتي بيل 7 وقد جرَّبها رائد الفضاء فيرجيل إيفان. "غوس" غريسوم.
واستغرقت الرحلة 15 دقيقة 37 ثانية، وصلت على ارتفاع أكثر من 102.8 ميلاً بحرياً (190.4 كم) وسافرت 262.5 ميلاً بحرياً (486.2 كم) أسفل النطاق، وهبطت في المحيط الأطلسي. وذهبت الرحلة كما هو متوقع حتى بعد البداية مباشرة، عندما كان يغطي الفتحة، وكانت تهدف إلى إطلاق سراح المتفجرات في حالة الطوارئ، وقد فجرت بطريق الخطأ. وكان غوس غريسوم معرضا لخطر الغرق، ولكن تم استعادته بأمان. غرقت الكبسولة إلى المحيط الأطلسي ولم تسترد حتى عام 1999.

## الطاقم
| الرتبة           | Crew                                  | Crew                                  |
| ---------------- | ------------------------------------- | ------------------------------------- |
| First crewmember | فيرجين إيفان غريسوم الأول رحلة فضائية | فيرجين إيفان غريسوم الأول رحلة فضائية |

### طاقم احتياطي
| الرتبة           | Crew     | Crew     |
| ---------------- | -------- | -------- |
| First crewmember | جون غلين | جون غلين |

## معلومات المهمة
- الكتلة: 1,286 كجم (2,836 رطل)
- أقصى ارتفاع: 190.31 كم (102.76 ميل بحري)
- النطاق: 486.15 كم (262.5 ميل بحري)
- مركبة الإطلاق: مركبة ميركوري-ريدستون

## وصلات خارجية
- Field Guide to American Spacecraft Pictures of Liberty Bell 7 on display after recovery and restoration.